# ヨーロッパのスポーツ
ヨーロッパのスポーツでは、ヨーロッパで盛んに行われているスポーツ競技について記述する。

## 特徴

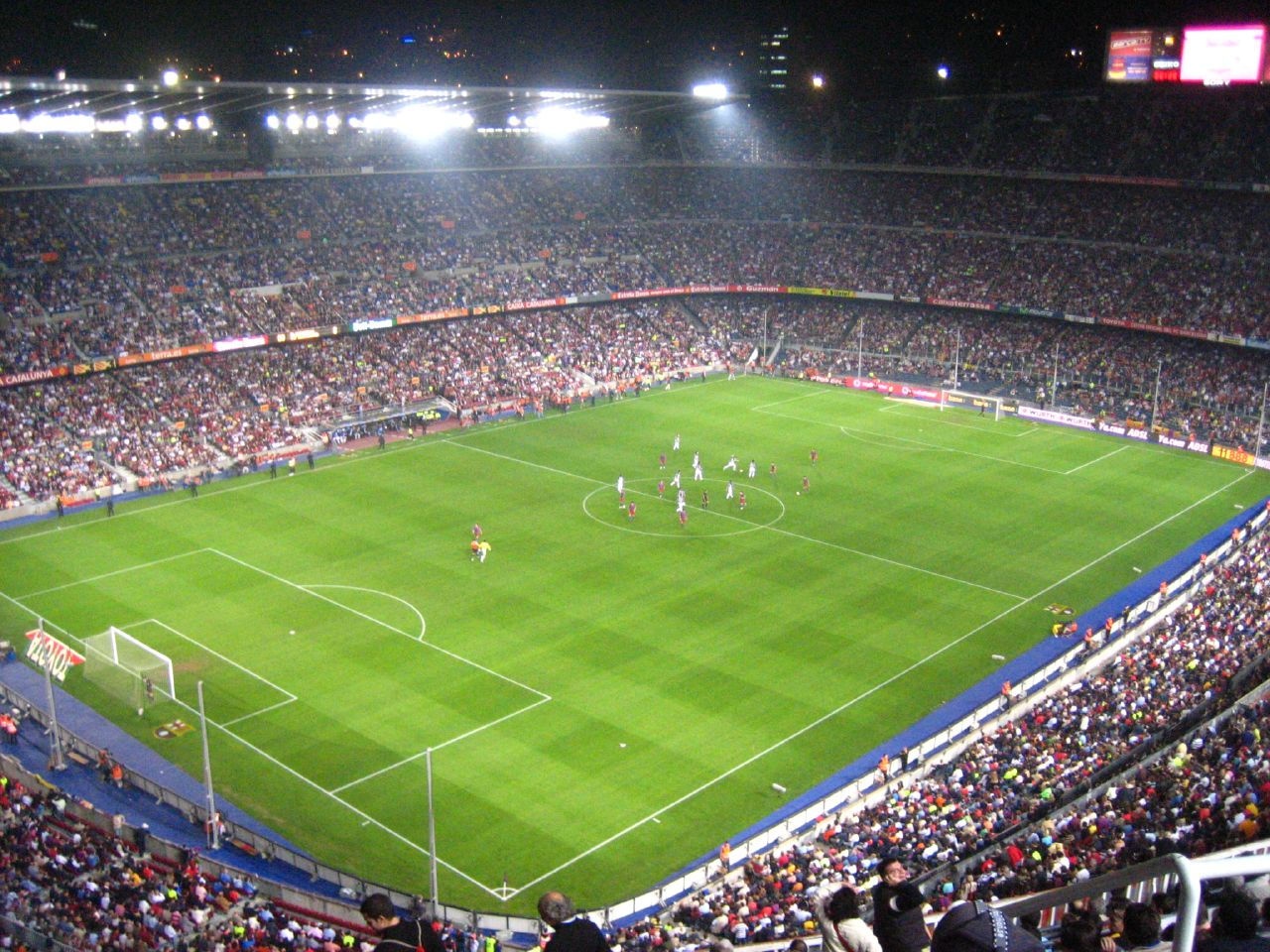
スポーツ観戦は欧州に見られるごく一般的な光景である（バルセロナのカンプ・ノウ）

ヨーロッパのスポーツは高度に組織化されており、多くの競技がプロフェッショナルリーグを持っている。今日世界的に知られるスポーツの多くはヨーロッパ（特にイギリス）の伝統的なスポーツに起源があり、これらが近代に整備されて誕生したものである。

## 団体競技

### サッカー
ヨーロッパで最も人気のあるスポーツは、サッカーである。ヨーロッパのクラブチームは世界でも、人気・実力・資金のどれを取ってもトップレベルであり、『UEFAチャンピオンズリーグ』は『FIFAワールドカップ』と並んで最も権威あるサッカーの大会とされている。ナショナルチームはUEFA欧州選手権に出場し、ワールドカップでは南米大陸の国々に並んで常に上位の成績を収めている。
特に人気があり成功を収めているサッカーリーグは、イングランドのプレミアリーグ、スペインのラ・リーガ、イタリアのセリエA、ドイツのブンデスリーガ、フランスのリーグ・アンである。これらのリーグは「五大リーグ」と呼ばれており、世界トップレベルのリーグである。

### フットサル
フットサルはスペインやポルトガルをはじめ、ドイツやオランダ、イタリアやリトアニアなどでも親しまれている。スペイン代表は強豪国として知られており、『FIFAフットサルワールドカップ』においてブラジル代表に次いで2度の優勝経験を有する。さらに、ポルトガル代表も2021年大会で初優勝を果たしている。

### バスケットボール
バスケットボールはヨーロッパで広く行われている競技で、特に地中海諸国と東欧でメジャーなスポーツである。バスケットボールの伝統がある国は旧ユーゴスラビア諸国（特にセルビア、スロベニア、クロアチア）、リトアニア、ロシア、ギリシャ、スペインで、フランス、ドイツ、イスラエル、トルコがこれらに続いている。とりわけ、リトアニアでは最も人気のあるスポーツであり、ギリシャ、スペイン、トルコではサッカーに次ぐ。

### ラグビー
ラグビーユニオン（15人制ラグビー）はイングランド、スコットランド、ウェールズ、アイルランド、南フランス、北イタリアで盛んで、この6カ国代表による対抗戦シックス・ネイションズが毎年開催されている。この他に、ルーマニアやジョージアなどでも盛んである。また、ラグビーリーグはイギリスとフランスの一部で親しまれている。

### アイスホッケー
アイスホッケーは北欧を中心として人気が高い。フィンランドで特に人気のあるスポーツであり、サッカー人気をも凌ぐ。スウェーデン、チェコ、ラトビア、ベラルーシ、スロバキア、カザフスタン、ロシアではサッカーに次ぎ、オーストリア、デンマーク、ドイツ、スロベニア、スイスでも人気がある。

### ハンドボール
ハンドボールはヨーロッパで広く行われている。アイスランドではサッカーに並び、ドイツ、デンマーク、ルーマニア、ノルウェーでサッカーに次ぎ、スペイン、スウェーデン、クロアチア、フランスなどでも人気が高い。また、ポーランド、ハンガリー、スロベニアなどでも人気がある。

### バレーボール
バレーボールは地中海諸国と東欧で盛んなスポーツである。ポーランドではサッカーに匹敵し、ブルガリア、イタリアでサッカーに次ぎ、ギリシャ、セルビア、オランダなどでも人気が高い。

### その他のスポーツ
水球は旧ユーゴスラビア諸国（セルビア、モンテネグロ、クロアチアなど）や、ハンガリーなどで人気が高く、イタリアやドイツなどでも親しまれている。ハンガリーではサッカーに次いで人気が高い。
フィールドホッケーはイギリス、オランダ、ドイツ、ベルギーなどで親しまれている。とりわけオランダで人気が高く、サッカーに次ぐ。クリケットはイギリスの南東部に起源を持つ競技で、イギリス（イングランドおよびウェールズ）、オランダなどで親しまれている。アメリカンフットボールは、ドイツやスウェーデンなどで親しまれている。

## 個人競技

### オリンピック
個人競技も盛んに行われている。現代の個人競技の中心的存在であるオリンピックはヨーロッパ発祥であり、1896年にギリシャで初めて近代オリンピックが開催された。ECが発足して初めてEC加盟国で行われた五輪は1972年のミュンヘンオリンピックで、マーストリヒト条約が署名された1992年にはバルセロナオリンピックが開催された（ただし、マーストリヒト条約発効は翌年の1993年である）。
EUになって初めてEU圏内で行われた五輪はアテネオリンピック（2004年）で、EU諸国の選手は金メダル81個、銀メダル101個、銅メダル113個、計295個のメダルを獲得した。2012年の第30回オリンピックはロンドンで行われた。EUで開催された冬季オリンピックは1992年のアルベールビル五輪（フランス）、2006年のトリノ五輪（イタリア）であり、2026年にはミラノ・コルティナダンペッツォ五輪（イタリア）が予定されている。

### 競技別の事情

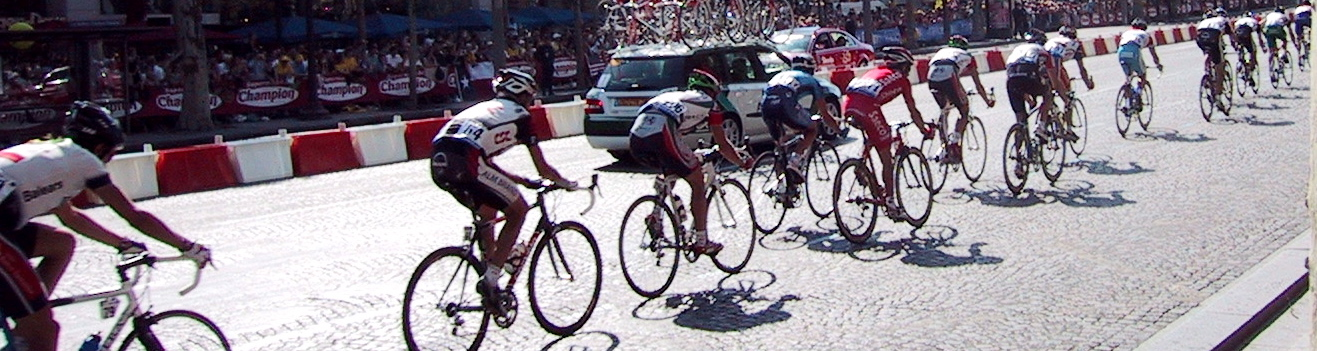
2004年のツール・ド・フランス（シャンゼリゼ通り）

陸上競技や水上競技の最も権威ある大会の多くは、ヨーロッパで開催される。いくつかのメジャーなゴルフのトーナメントもヨーロッパで行われており、ライダーカップではヨーロッパ代表チームとアメリカ代表チームが対戦する。自転車競技はベルギー、フランス、ドイツ、イタリア、ルクセンブルク、オランダ、スペイン、スイスなど多くの国で一般的なスポーツであり、三大ツール（イタリアのジロ・デ・イタリア、フランスのツール・ド・フランス、スペインのブエルタ・ア・エスパーニャ）をはじめとするロードレースの大会はテレビなどを通じて毎年多くの人が観戦する。
ラケットスポーツも盛んな土地柄である。とりわけ、テニスもほぼ欧州全土で人気のあるスポーツで、4つのグランドスラムのうちの2つがフランス（全仏オープン）とイギリス（ウィンブルドン）で行われる。バドミントンはデンマークで盛ん。卓球はスウェーデン、ドイツなどで盛んである。寒冷な気候の国ではウィンタースポーツが重要である。北欧やアルプスの国々では様々な種類のスキーやスノーボード競技に人気が集まっている。これらの国々は冬季オリンピックのメダル上位常連国である。いくつかの国ではその国固有の競技が盛んなところもある。
アイルランドのゲーリック・ゲームズ、スペインの闘牛などが例としてあげられる。モータースポーツはヨーロッパ各国で行われている。フォーミュラ1は創成期からヨーロッパのドライバーやチームが上位を占めており、多くのグランプリが欧州で開催される。「モーターサイクル・スピードウェイ」はポーランド、スカンジナビア、チェコ、イギリスで盛んである。特定のスポーツ大会ではヨーロッパの国々から集められた選手で構成される「ヨーロッパ代表」が出場することがあり、その場合には欧州旗がエンブレムとして使われる。